# النجد (ذي السفال)

تعديل مصدري - تعديل

النجد  هي إحدى حارات مدينة ذي السفال أحد مدن محافظة إب، بلغ تعداد سكانها 345 نسمة حسب تعداد اليمن لعام 2004.